# Franchi SPAS-12

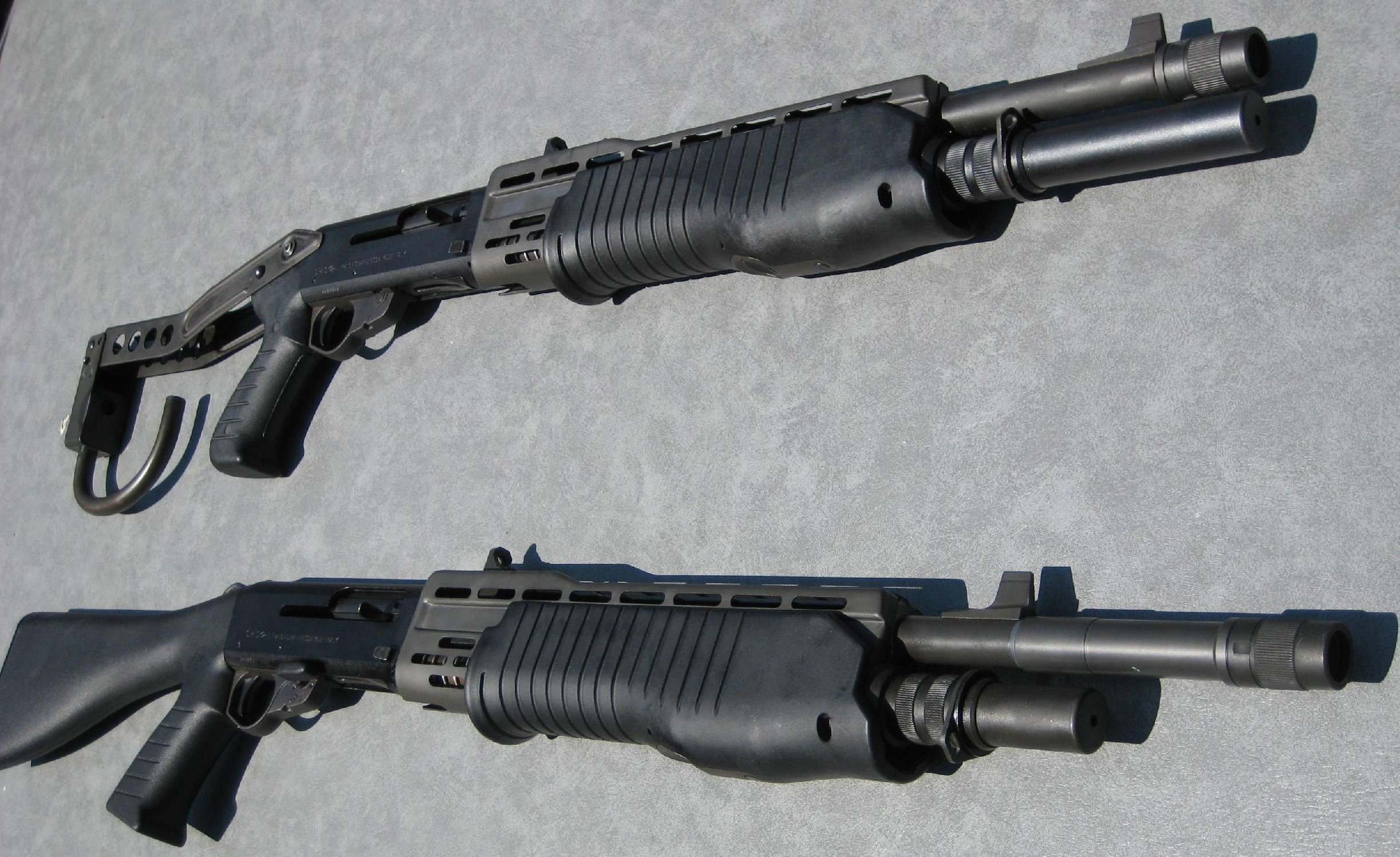

A Franchi SPAS-12 é uma espingarda de combate fabricada pela empresa italiana de armas de fogo Franchi de 1979 a 2000. O SPAS-12 é uma espingarda de modo duplo, ajustável para operações semiautomática ou de "pump-action". A SPAS-12 foi vendida para usuários militares e policiais em todo o mundo no mercado civil e foi destaque em muitos filmes, programas de TV e videogames.
A aparência e o propósito pretendido da SPAS-12 inicialmente levaram à sua designação "militar" como uma espingarda de combate. O SPAS-12 foi projetado desde o início como uma espingarda militar acidentada, e foi nomeada para Espingarda Automática de Propósito Especial (Special Purpose Automatic Shotgun). Em 1990, Franchi renomeou a espingarda para Escopeta Automática de Propósito Esportivo (Sporting Purpose Automatic Shotgun), que permitiu a continuação das vendas para os Estados Unidos como um modelo de capacidade de carregador limitado até 1994. Após a proibição federal de armas de assalto nos Estados Unidos, as importações de espingardas SPAS-12 para os Estados Unidos foram interrompidas. Em setembro de 2004, a proibição expirou, mas a Franchi terminou a produção da SPAS-12 em 2000 para se concentrar na fabricação do modelo SPAS-15. O preço de varejo da fábrica do SPAS-12 em seu último ano foi de US$ 1500,00 dólares em média para as suas vendas finais fora dos Estados Unidos para países não restritos.

## Usuários
- Panamá: Usado pelas Forças Especiais
- Argentina: Usado pelas Operações Especiais
- Austrália: Usado pelas forças policiais.[carece de fontes?]
- Áustria: Usado pela EKO Cobra.[2]
- Bangladesh: Força Especial de Segurança.[3]
- Bahrein: Usado pelas forças especiais de Bahrein.[carece de fontes?]
- Camboja[carece de fontes?]
- Croácia: Usado pelo Exército Croata.[carece de fontes?]
- Índia: Forças especiais.[carece de fontes?]
- Iraque: ISOF.[carece de fontes?]
- Itália: Usado por exército e polícia.[carece de fontes?]
- Indonésia: Komando Pasukan Katak (Kopaska) grupo tático e grupo de forças especiais Komando Pasukan Khusus (Kopassus).[4]
- Irlanda: Usado pelo exército.[5]
- Líbano: Forças Armadas Libanesas
- Malásia: Força Nacional de Operações Especiais.[6]
- Nepal: Polícia Móvel do Nepal[7]
- Noruega: Usado por militares [carece de fontes?]
- Paquistão: Usado pela polícia e pelos militares.[carece de fontes?]
- Filipinas: Usado pela polícia.[carece de fontes?]
- Tailândia: Usado pela Exército Real Tailandês
- Turquia: Gendarmeria turca.[8]
- Estados Unidos: Usado pela polícia da equipe da SWAT.[9]